# 闘牛場

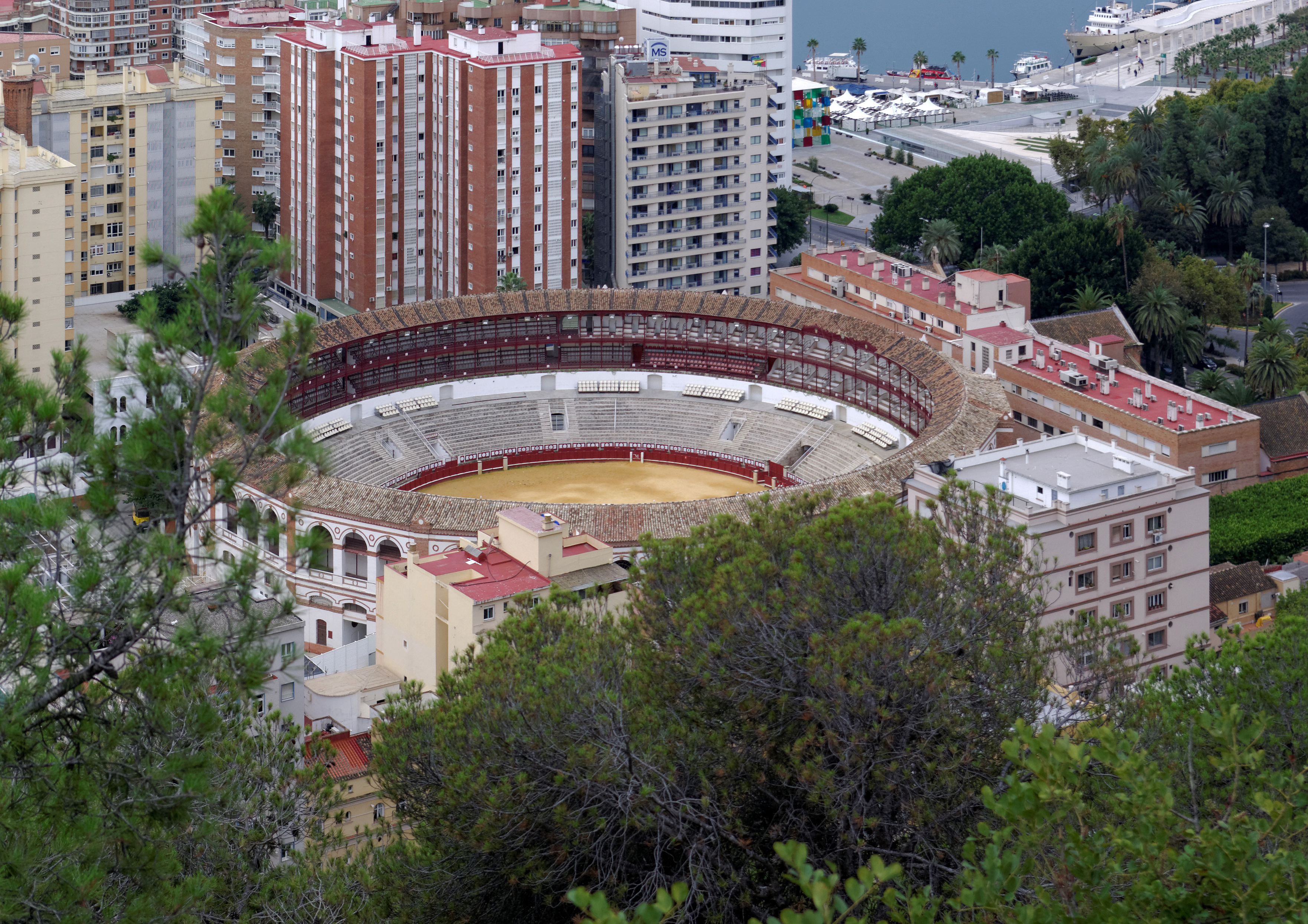
マラガ市中心部にある闘牛場

闘牛場（とうぎゅうじょう、スペイン語: plaza de toros）は、闘牛が行われる競技場である。特にスペインに多く存在するが、フランスやポルトガルなどスペインの近隣諸国、アメリカ州などの新大陸、日本などのアジアでも見られる。闘牛場は古代ローマの円形競技場に強い構造的類似性が見られ、その町の歴史的・文化的な中心地となっている場合が多い。

## 構造
古典的な闘牛場の内部は、開放的な中央空間の周りをほぼ円形のひな壇式観客席が囲んでいる。闘牛が行われる中央空間はアレーナ（arena、砂場）あるいはルエードと呼ばれ、砕石（albero、アルベーロ）が高密度に敷き詰められている。中央のルエードの周囲には、闘牛士が準備を行ったり闘牛から逃れるための空間（callejón、カジェホン）がある。主に木製で高さ約140cmの分離壁（またはフェンス）によって、フェンスと観客席の間の空間とルエードが隔てられている。分離壁には闘牛の入退場のための扉（puerta de los toriles、プエルタ・デ・ロス・トリーレス）、人間の入退場のための扉（puerta de cuadrilla、プエルタ・デ・クアドリージャ）が付けられており、分離壁の形状、個数、位置などは闘牛場によって異なっている。一般的な闘牛場では、分離壁は避難空間を有しており、闘牛には狭すぎて入れない空間に闘牛士が逃げ込めるようになっているが、稀に闘牛が分離壁を飛び越え、通路に大混乱を引き起こす。緊急時にイベントスタッフが迅速に介入できるよう、分離壁にはあぶみ状の突起が付けられていることもある。通常の公演は午後に行われるが、太陽の位置によって座席の価格が異なっており、直射日光が当たるソル（太陽）席はソンブラ（日陰）席よりも安価である。

## 起源
闘牛場は専門競技場として発展した。古代ローマの多くの円形競技場は、今日の闘牛場に観ることができる特徴を持っていた。例えばニーム（フランス）の闘牛場は、一般的な広場より楕円形状であるが、古代ローマ時代に建設された。闘牛場の起源は古代ローマの特定の伝統に密接に関連している。イベリア半島のスポーツの形成期、これらローマ時代の建築物は闘牛のために使用されることはなかった。かつての闘牛は町の広場で行われる公開イベントだった。闘牛の観客は主として男性であり、観客を収容するための構造を必要としたが、群衆は観戦のために特別な座席を必要としなかった。これら初期の時代には、円形状は当たり前のことではなかった。
闘牛専門の競技場としてセビリアのマエストランサ闘牛場の建設認可が下りたのは1730年である。当初は長方形のアリーナが計画されたが、闘牛士が窮地（四角）に追い込まれるのを避けるため、また観客が等距離で観戦できるようにするために円形に変更された。これらは古代ローマ時代に円形の競技場が作られたのと同じ理由である。1754年にはロンダに別の円形闘牛場が建設され、1782年に初の闘牛が行われた。19世紀から20世紀には闘牛場が変容し、目立つレンガ装飾が特徴のネオ・ムデハル様式が流行した。1990年代以降には新しい建築技術が導入され、全面屋根や開閉式屋根を備えた闘牛場が出現した。

## 代替用途
闘牛場の主目的は闘牛だが、闘牛が行われるのは祭礼が行われる年に数週間のみである。このため、ビルバオ闘牛場はミゲル・リオスやジョーン・バエズなどのライブツアーの会場として使用されるなど、コンサート会場としても使用される。多くの屋内闘牛場、特にメキシコやラテンアメリカの闘牛場は、コンサートなどに加えて、バスケットボール、アイスホッケー、ボクシング、ルチャ・リブレなどの屋内スポーツにも使用される。
現代的なスポーツ施設が普及する前、バスク地方では持久走などの伝統的スポーツの競技場として使用された。これらの伝統的スポーツはギャンブルの要素を持っており、市民は走者の周回数を予想して賭けた。これらの伝統的スポーツに牛は絡んでいない。1936年、スペイン内戦中のバダホスの戦いの際には、バダホス闘牛場は共和国政府支持者の強制収容所として使用され、バダホスの町を占拠した国民党軍によって数千人が収容された。

## 主要な闘牛場
世界でもっとも有名な闘牛場は、スペイン・マドリードにあるラス・ベンタス闘牛場である。スペイン・セビリアにあるマエストランサ闘牛場やメキシコにあるメヒコ闘牛場なども権威ある闘牛場のひとつである。世界最古の闘牛場は、スペイン・サラマンカにあるベハル闘牛場だとされる。1667年の建設当初は四角形であり、現在の一般的な円形構造となったのは1711年である。

### スペイン
| 名前                                             | 所在地                               | 完成   | 備考 |
| ------------------------------------------------ | ------------------------------------ | ------ | --- |
| ラス・ベンタス闘牛場                             | マドリード                           | 1931年 | |
| マエストランサ闘牛場                             | セビリア                             | 1761年 | |
| ラス・アレーナス闘牛場（es）                     | バルセロナ                           |        | カタルーニャ州では2010年に闘牛禁止法案が可決され、2012年1月に闘牛の興行が禁止された。2011年9月の興行が最後となり、ラス・アレーナス闘牛場はショッピングモールとなった。 |
| アランフエス闘牛場（es）                         | アランフエス                         | 1760年 | スペイン最古の闘牛場のひとつである。 |
| アルバセーテ闘牛場（es）                         | アルバセーテ                         | 1917年 | |
| ビスタ・アレグレ闘牛場                           | ビルバオ                             | 1882年 | |
| ロス・カリーファス闘牛場（es）                   | コルドバ                             | 1965年 | |
| エル・プエルト・デ・サンタ・マリーア闘牛場（es） | エル・プエルト・デ・サンタ・マリーア | 1880年 | |
| グラナダ闘牛場（es）                             | グラナダ                             | 1928年 | |
| ハエン闘牛場（es）                               | ハエン                               | 1960年 | |
| ア・コルーニャ闘牛場（gl）                       | ア・コルーニャ                       | 1991年 | |
| ラ・クビエルタ闘牛場                             | レガネス                             | 2001年 | |
| イジュンベ闘牛場                                 | サン・セバスティアン                 | 1998年 | |
| ラ・マラゲータ闘牛場                             | マラガ                               | 1874年 | |
| ラ・リベーラ闘牛場（es）                         | ログローニョ                         | 2001年 | |
| モヌメンタル闘牛場                               | バルセロナ                           | 1919年 | |
| ラ・メルセ闘牛場（es）                           | ウエルバ                             | 1968年 | |
| ムルシア闘牛場                                   | ムルシア                             | 1885年 | |
| ロンダ闘牛場（es）                               | ロンダ                               | 1784年 | |
| パンプローナ闘牛場                               | パンプローナ                         | 1922年 | 7月のサン・フェルミン祭の際には、エンシエロ（牛追い）のゴール地点となる。                                                                                              |
| バレンシア闘牛場（es）                           | バレンシア                           | 1851年 | |
| ビトリア＝ガステイス闘牛場（es）                 | ビトリア＝ガステイス                 | 1941年 | |
| ラ・グロリエータ闘牛場                           | サラマンカ                           | 1893年 | |
| サラゴサ闘牛場                                   | サラゴサ                             | 1990年 | |
| エル・ビビオ闘牛場（es）                         | ヒホン                               | 1888年 | |
| ミハス闘牛場（sv）                               | ミハス                               | 1900年 | |

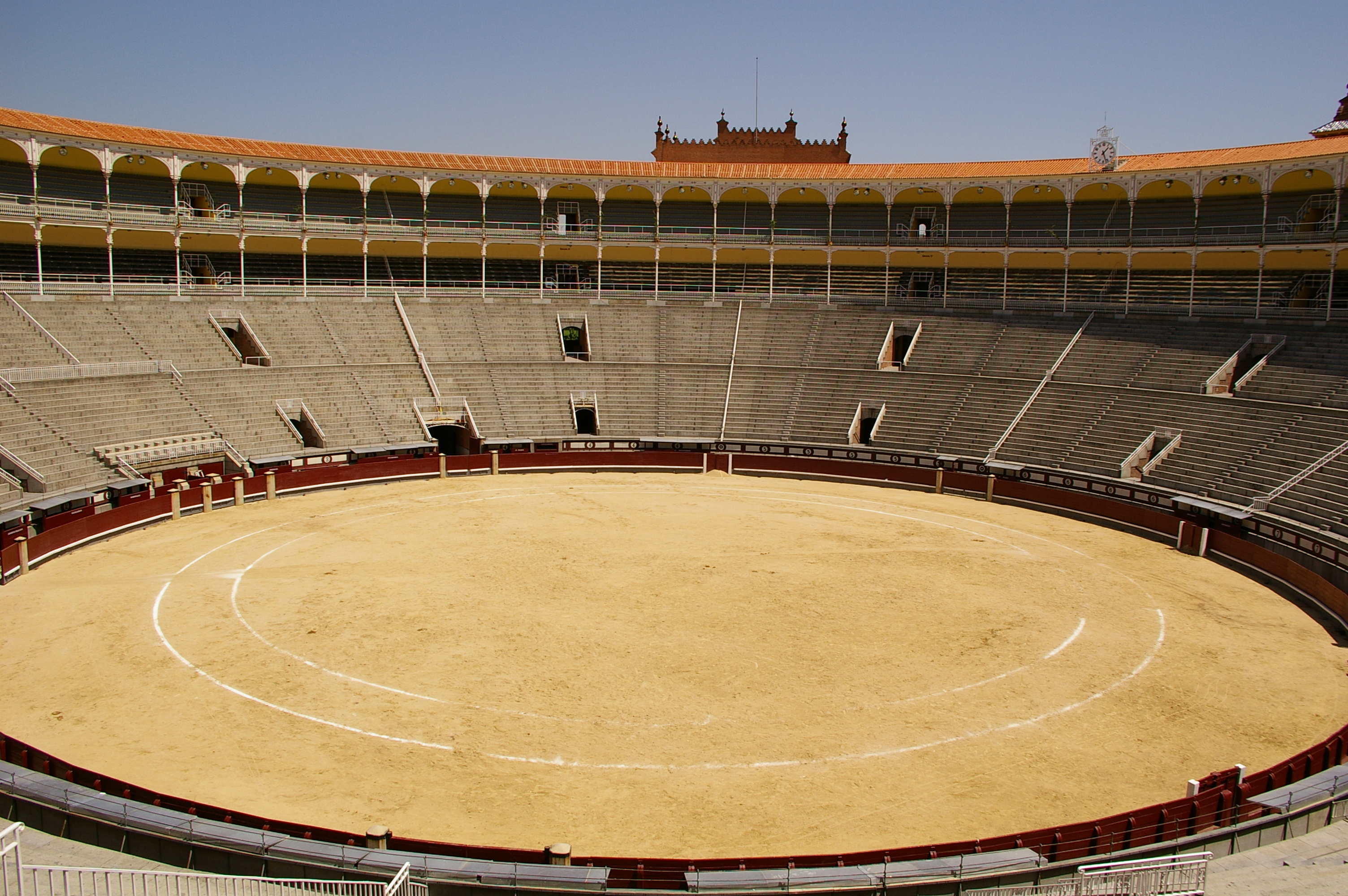
ラス・ベンタス闘牛場（マドリード）
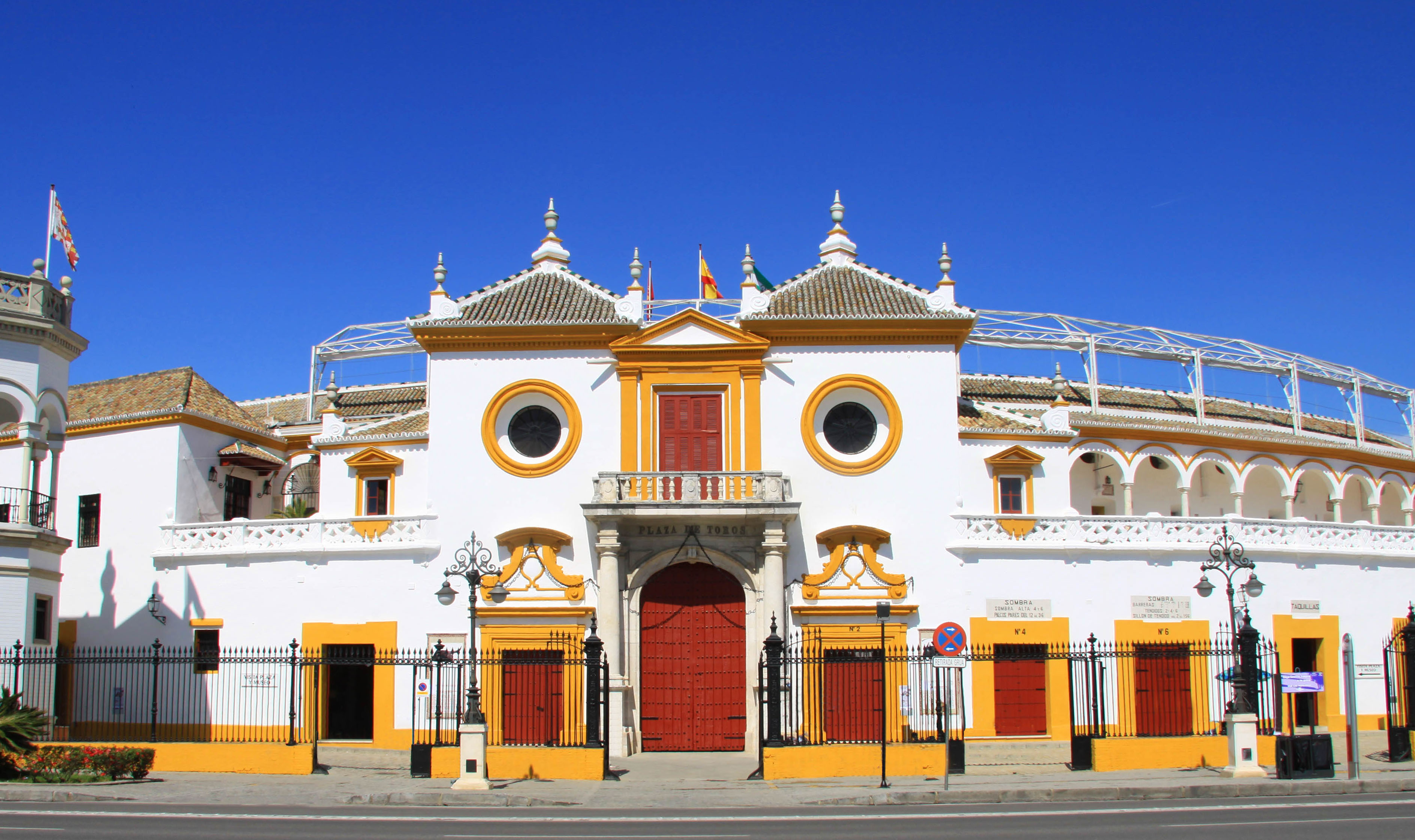
マエストランサ闘牛場（セビリア）
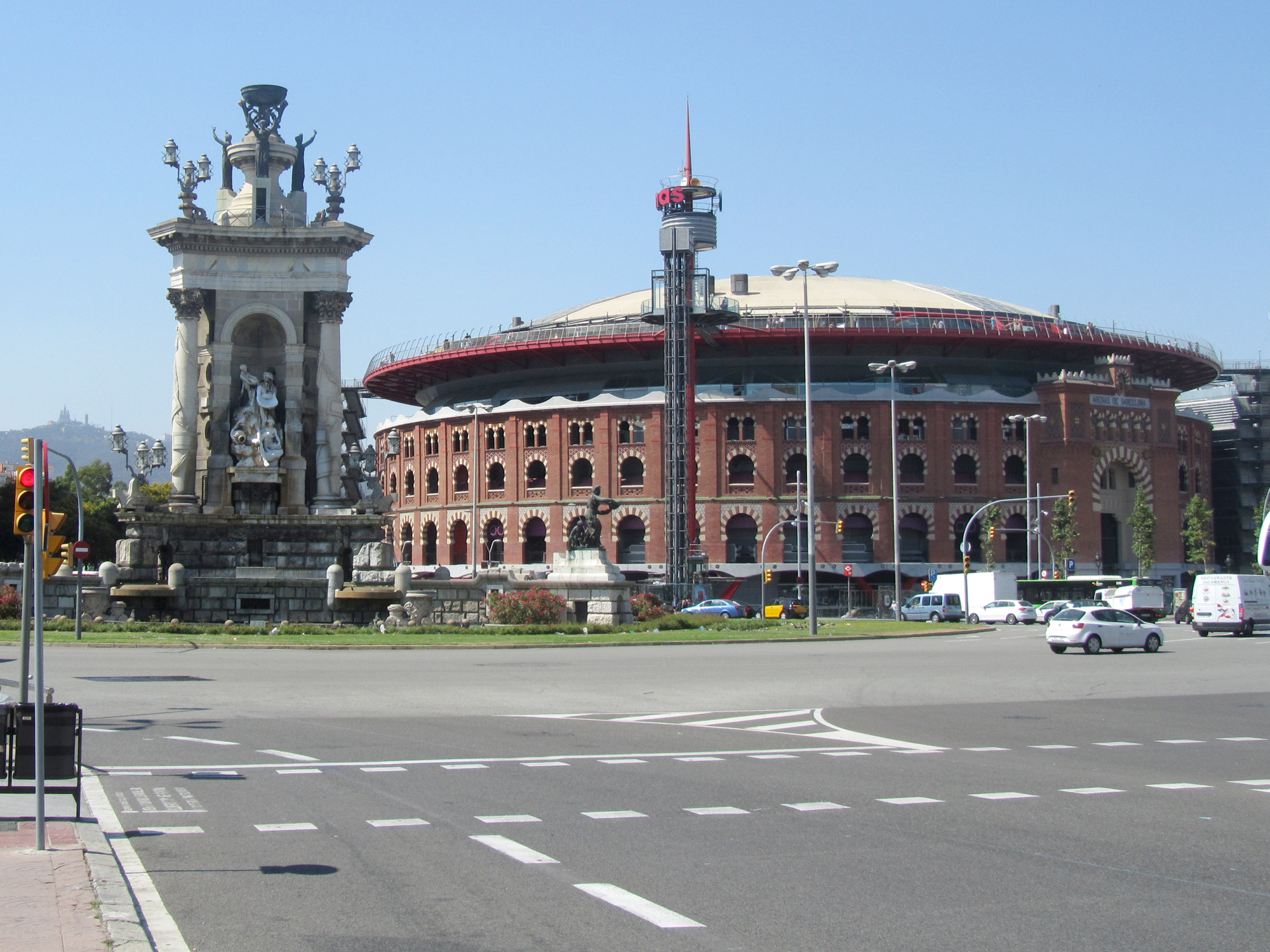
ラス・アレーナス闘牛場（バルセロナ）
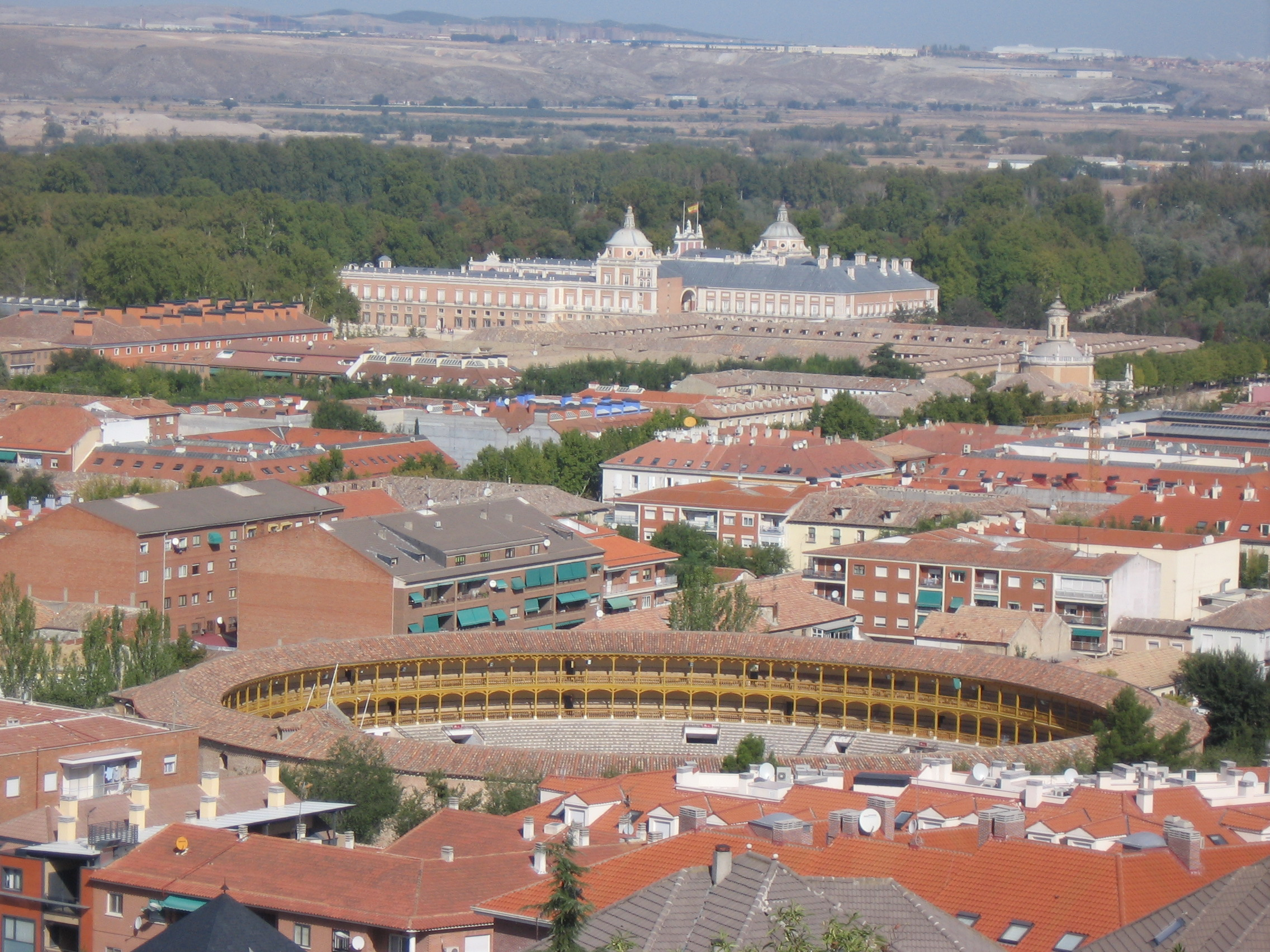
アランフエス闘牛場（アランフエス）
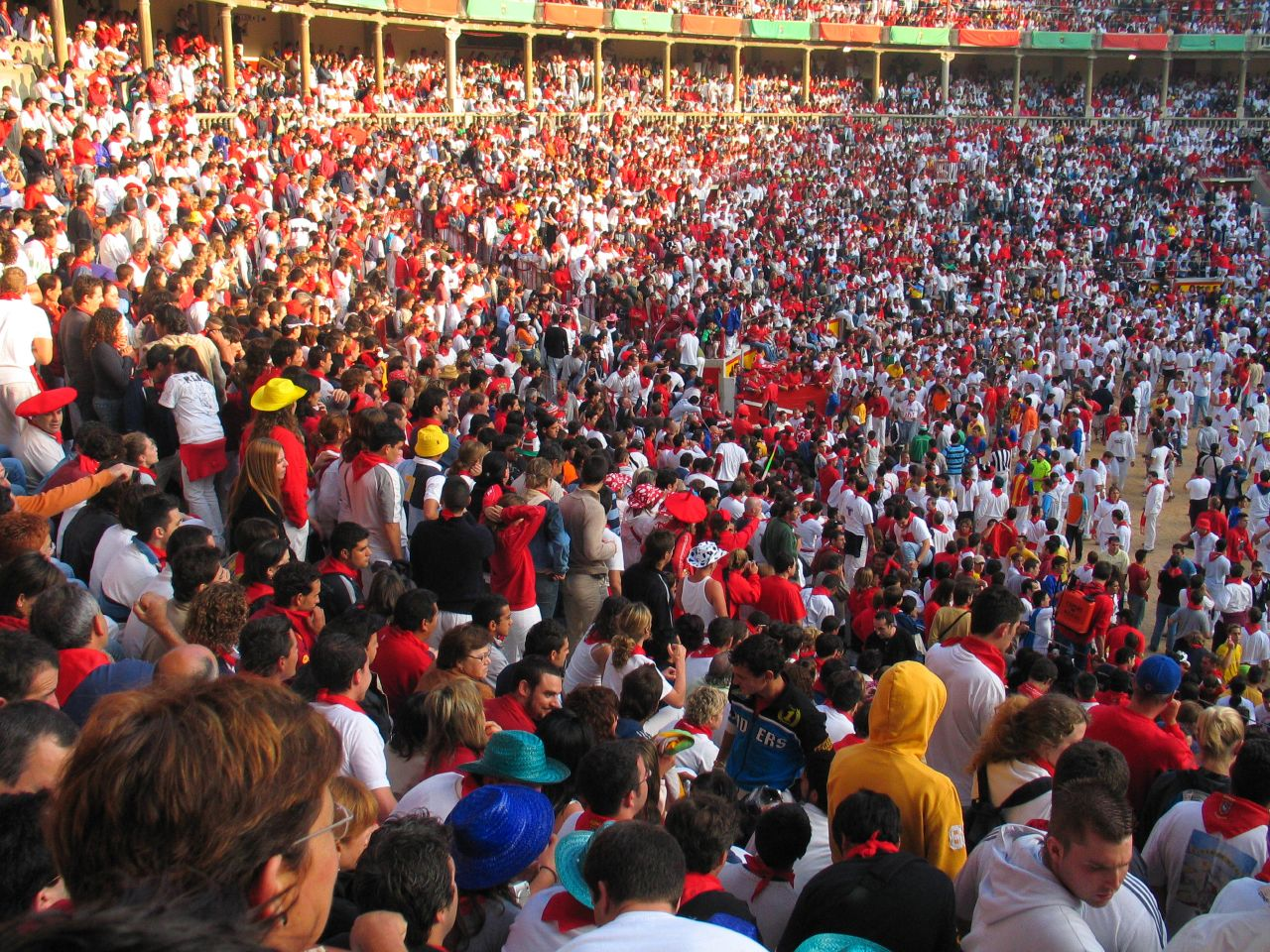
パンプローナ闘牛場（パンプローナ）

### その他ヨーロッパ
フランスには、ニーム、アルル、アレス（ガール県）、モン＝ド＝マルサン、ブイヤーギュ、ヴォヴェール、カマルグ地域などに闘牛場が存在する。
ポルトガルには、リスボンのカンポ・ペケーノ闘牛場などが存在する。また、ヴィラ・フランカ・デ・シーラ、フィゲイラ・ダ・フォズ、レドンド、ポルト近郊のポヴォア・デ・ヴァルジン、モンティジョ、サンタレン、モウラン（現代建築様式）、モイタ、ポンバル（ポルトガル最古のひとつ）、エストレモス、レゲンゴス・デ・モンサラス、モンテモル＝オ＝ノヴォ、ナザレ、エルヴァス、マルヴァン、ソブラル・デ・モンテ・アグラン、モガドウロ、カルタショ、アルカセル・ド・サルなどにも闘牛場が存在する。

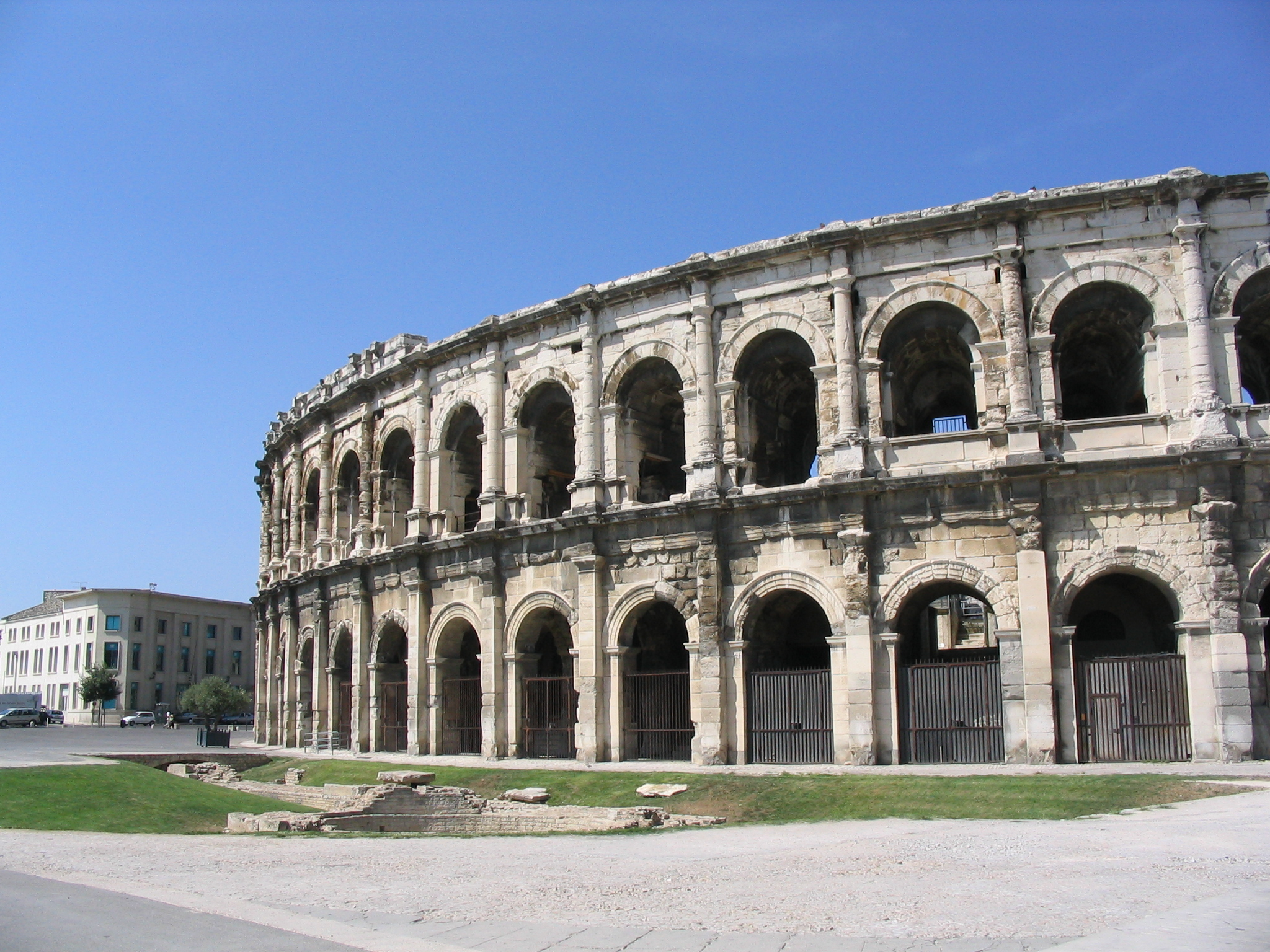
古代ローマの円形競技場から転換されたニーム闘牛場（ニーム）
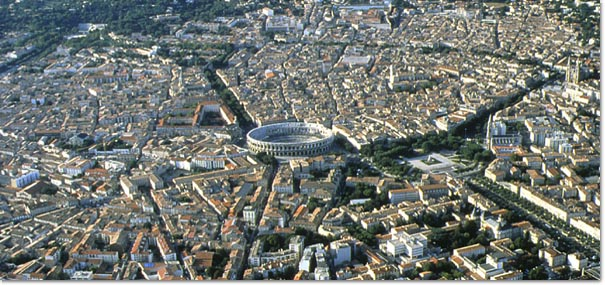
上空から見たニーム闘牛場
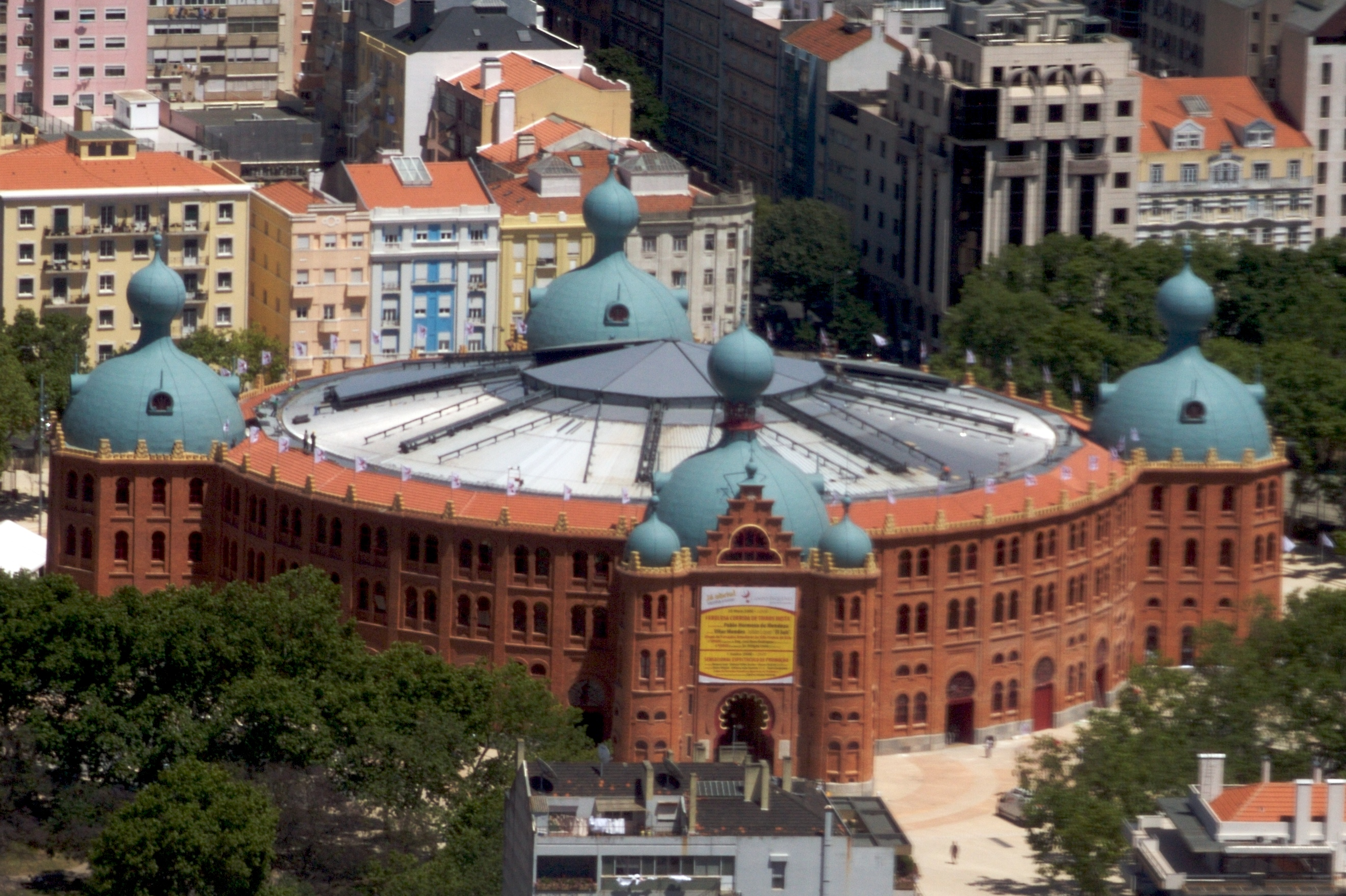
カンポ・ペケーノ闘牛場（リスボン）
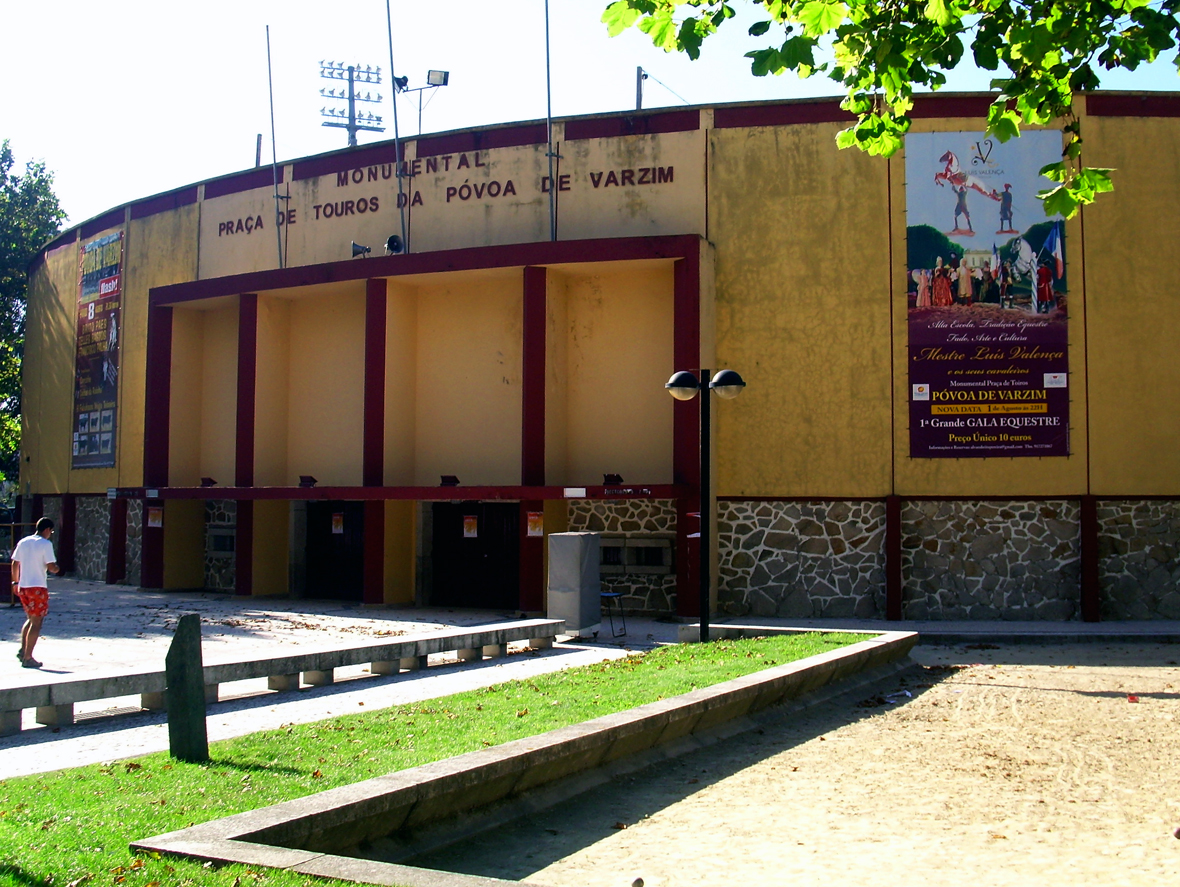
ポヴォア・デ・ヴァルジン闘牛場（ポヴォア・デ・ヴァルジン）

### 新大陸
メキシコにはメキシコシティのメヒコ闘牛場（世界最大の闘牛場）がある。また、トレオン、アグアスカリエンテス、ティフアナ、サンティアゴ・デ・ケレタロ、モレリア、グアダラハラ、サン・ルイス・ポトシ、プエブラ、マテウアラ、サカテカス、モンテレイ、ドゥランゴ、レオン、テスココ、カンクン、アウトラン・デ・ラ・グラナ、イラプアト、メリダ、メヒカリ、オリサーバ、チワワ、パチューカ、テシウトラン、テピク、クリアカン、モロレオン、ビジャエルモーサ、サン・クリストーバル・デ・ラス・カサス、トラルテナンゴなどに闘牛場が存在する。
ベネズエラにはバレンシアのバレンシア闘牛場（世界で2番目に大きな闘牛場）がある。また、マラカイ、マラカイボ、サン・クリストーバル、メリダなどにも闘牛場が存在する。コロンビアには、ボゴタのサンタ・マリーア闘牛場、メデジンのラ・マカレーナ闘牛場などが存在する。エクアドルには、キトのキト闘牛場などが存在する。
ペルーにはリマのアチョ闘牛場（1766年1月30日建設。世界で2番目に古い闘牛場）がある。また、カハマルカ、トルヒージョ、ワンカヨ、イカ、アヤクチョなどにも闘牛場が存在する。ウルグアイには、コロニア・デル・サクラメントのレアル・デ・サン・カルロス闘牛場（1912年建設）などが存在する。

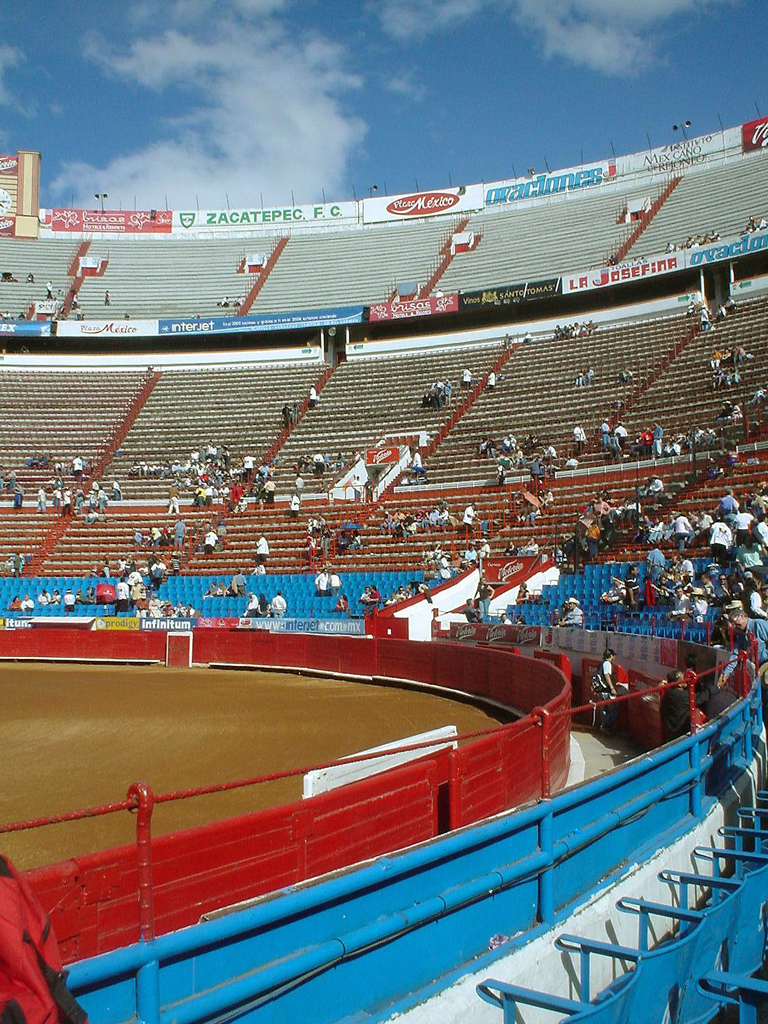
世界最大の闘牛場であるメヒコ闘牛場（メキシコシティ）
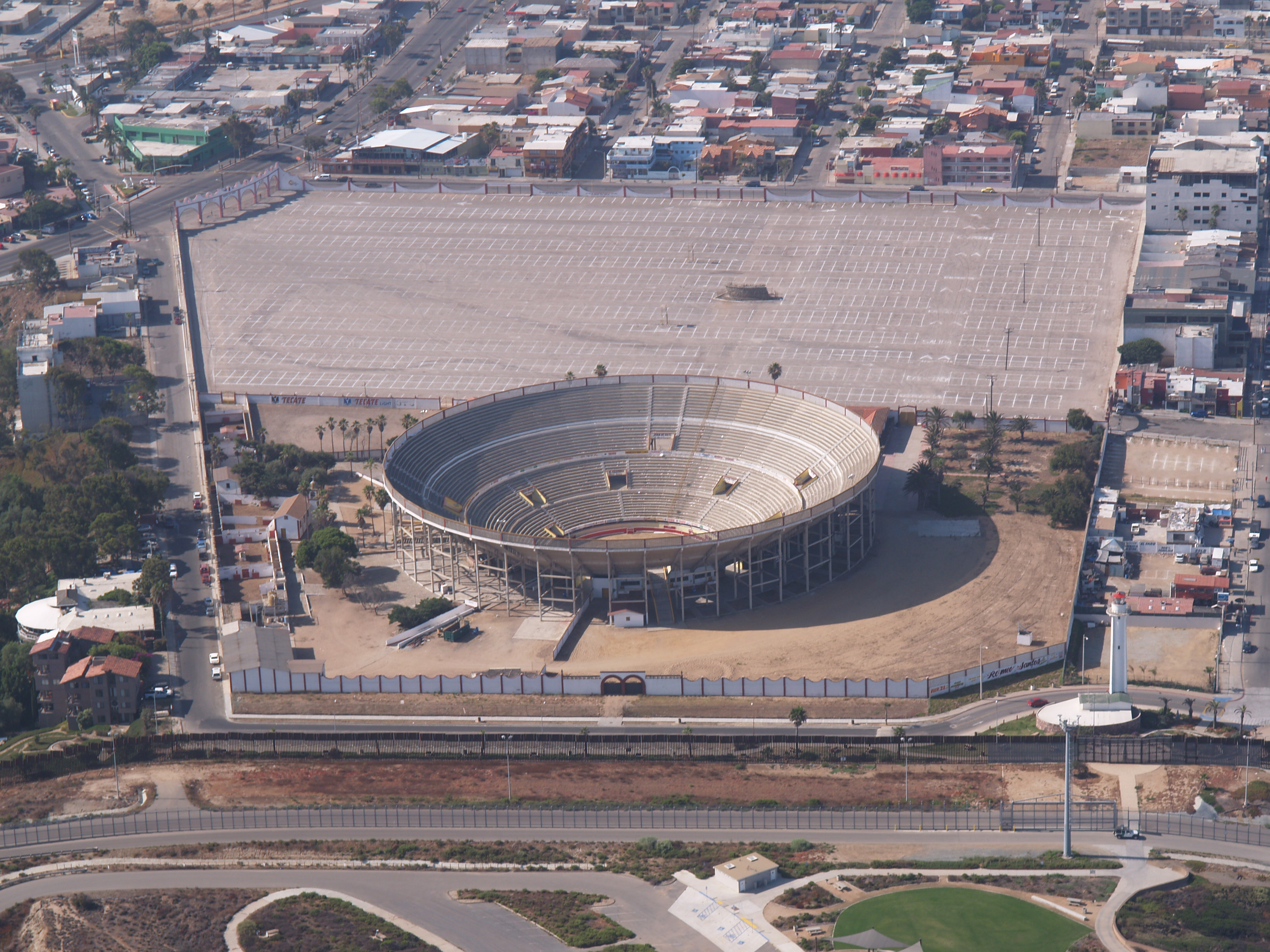
ティフアナ闘牛場（ティフアナ）
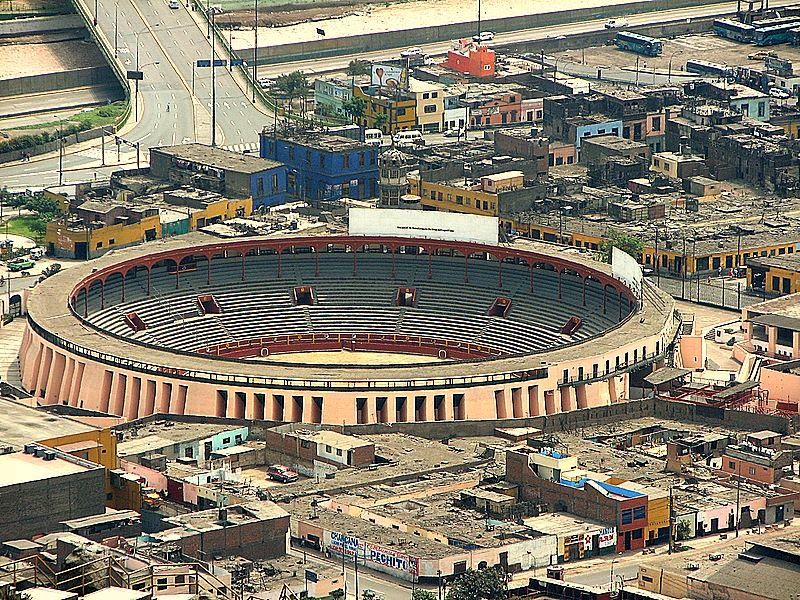
アメリカ大陸最古の闘牛場であるアチョ闘牛場（リマ）
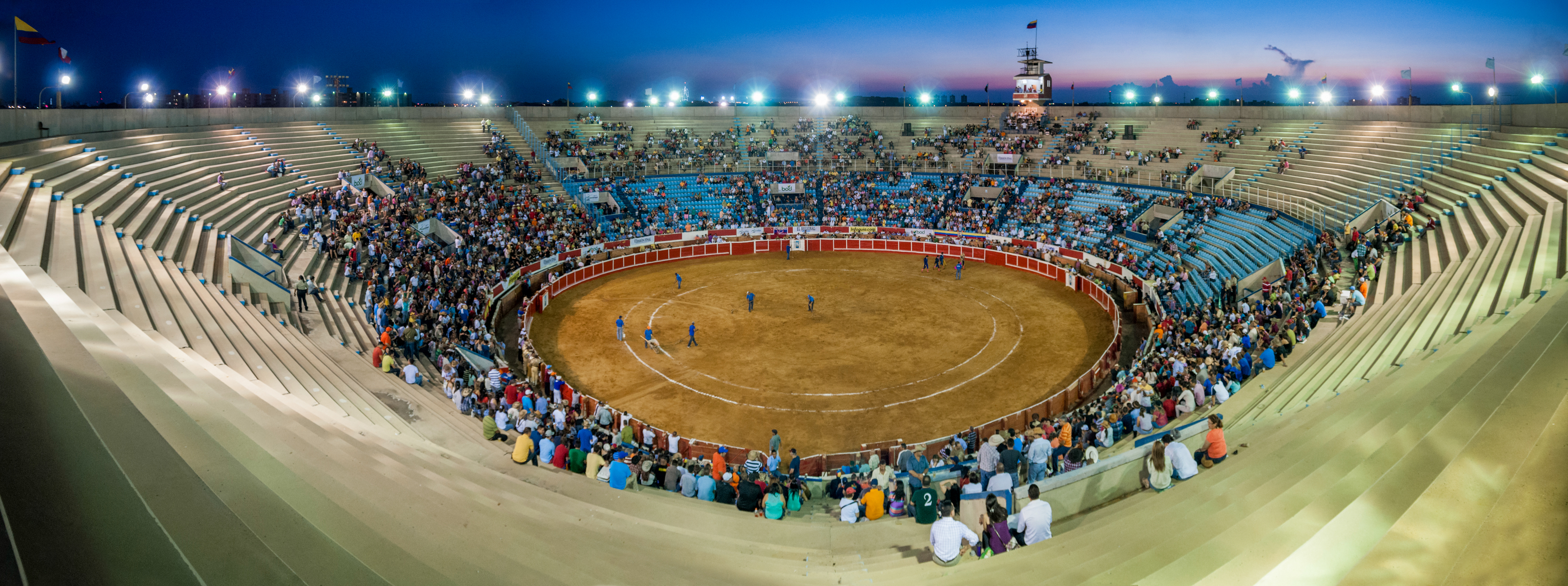
マラカイボ闘牛場（マラカイボ）
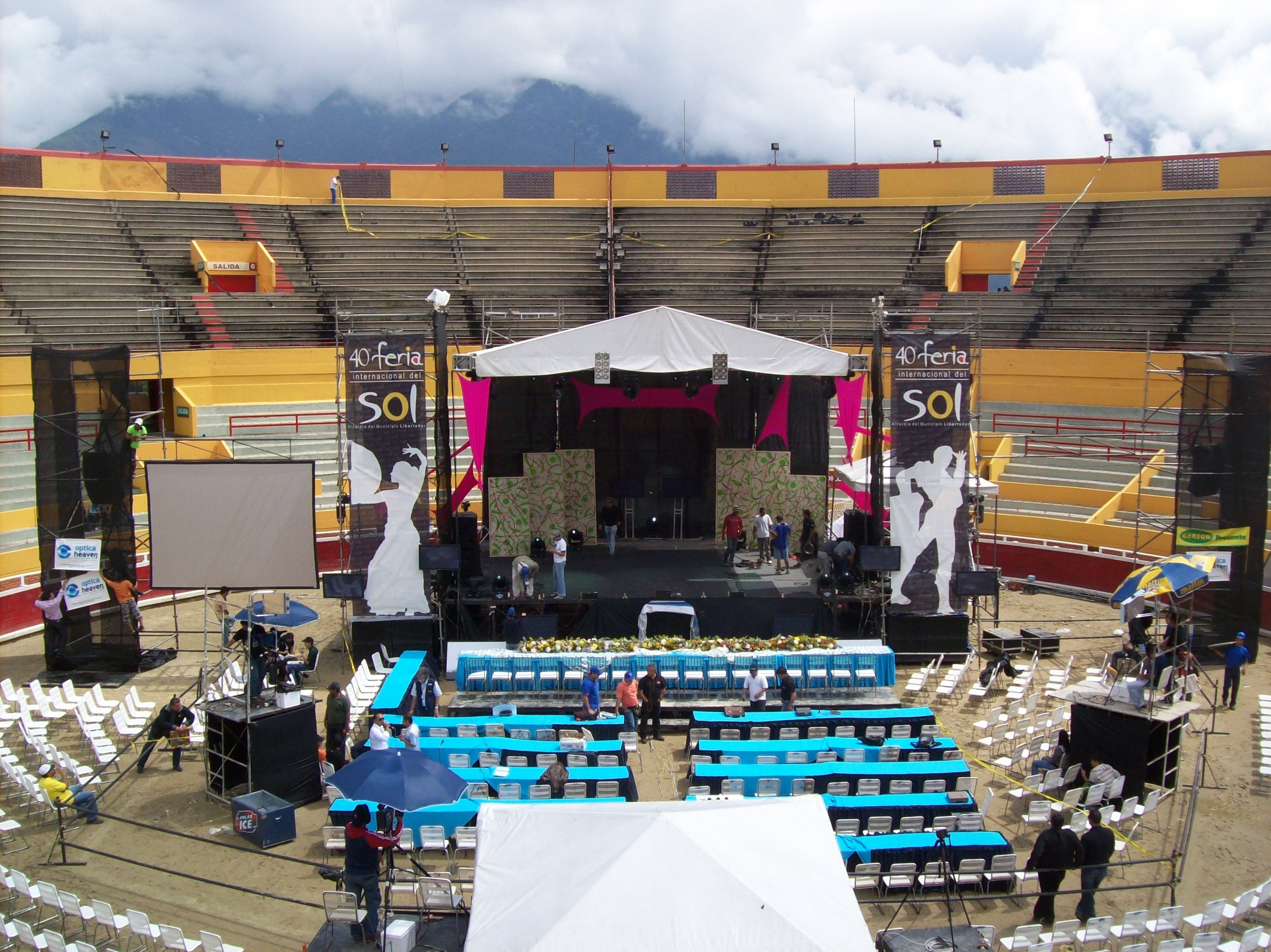
イベント使用時のメリダ闘牛場（メリダ）

### 日本
アジアでは牛同士が戦う闘牛が行われており、日本では岩手県久慈市、新潟県中越地方（小千谷市・長岡市山古志）、島根県隠岐諸島、愛媛県宇和島市、鹿児島県の徳之島、沖縄県（沖縄本島・石垣島・与那国島）で闘牛が行われている。特に沖縄県では闘牛が盛んであり、沖縄本島に11か所、石垣島と与那国島に1か所ずつの計13か所の闘牛場がある。うるま市石川イベント公園闘牛場、うるま市営安慶名闘牛場、沖縄市営闘牛場が沖縄三大闘牛場とされている。徳之島も闘牛が盛んであり、大会に使用できる闘牛場が7か所に存在する。
| 名前                         | 所在地                             | 直径 | 収容人数 |
| ---------------------------- | ---------------------------------- | ---- | -------- |
| 平庭高原闘牛場               | 岩手県久慈市                       |      |          |
| 小千谷闘牛場（小栗山闘牛場） | 新潟県小千谷市                     |      |          |
| 山古志闘牛場                 | 新潟県長岡市山古志                 |      |          |
| 隠岐モーモードーム           | 島根県隠岐郡隠岐の島町（島後）     |      |          |
| 佐山牛突き場                 | 島根県隠岐郡隠岐の島町（島後）     |      |          |
| 一夜嶽牛突き場               | 島根県隠岐郡隠岐の島町（島後）     |      |          |
| 姿沢牛突き場                 | 島根県隠岐郡隠岐の島町（島後）     |      |          |
| 屋那闘牛公園                 | 島根県隠岐郡隠岐の島町（島後）     |      |          |
| 宇和島市営闘牛場             | 愛媛県宇和島市                     |      |          |
| 松原闘牛場                   | 鹿児島県大島郡天城町（徳之島）     |      |          |
| 平土野闘牛場                 | 鹿児島県大島郡天城町（徳之島）     |      |          |
| 犬田布闘牛場                 | 鹿児島県大島郡伊仙町（徳之島）     |      |          |
| 伊仙闘牛場                   | 鹿児島県大島郡伊仙町（徳之島）     |      |          |
| 東目手久闘牛場               | 鹿児島県大島郡伊仙町（徳之島）     |      |          |
| 伊藤観光ドーム闘牛場         | 鹿児島県大島郡徳之島町（徳之島）   |      |          |
| 亀津闘牛場                   | 鹿児島県大島郡徳之島町（徳之島）   |      |          |
| 本部闘牛場                   | 沖縄県国頭郡本部町（沖縄本島）     | 20 m | 1,500人  |
| 今帰仁闘牛場                 | 沖縄県国頭郡今帰仁村（沖縄本島）   | 20 m | 1,000人  |
| ゆかり観光闘牛場             | 沖縄県名護市（沖縄本島）           | 22 m | 7,000人  |
| うるま市石川イベント公園     | 沖縄県うるま市（沖縄本島）         | 19 m | 4,000人  |
| 伊波闘牛場                   | 沖縄県うるま市（沖縄本島）         | 18 m | 1,000人  |
| 東恩納闘牛場                 | 沖縄県うるま市（沖縄本島）         | 18 m | 1,000人  |
| うるま市営安慶名闘牛場       | 沖縄県うるま市（沖縄本島）         | 22 m | 4,500人  |
| 屋慶名闘牛場                 | 沖縄県うるま市（沖縄本島）         | 18 m | 800人    |
| 沖縄市営闘牛場               | 沖縄県沖縄市（沖縄本島）           | 22 m | 4,000人  |
| 宜野湾市営赤道闘牛場（廃止） | 沖縄県宜野湾市（沖縄本島）         | 25 m | 800人    |
| 久原闘牛場                   | 沖縄県南城市（沖縄本島）           | 20 m | 800人    |
| 八重山闘牛場                 | 沖縄県石垣市（石垣島）             |      |          |
| 与那国闘牛場                 | 沖縄県八重山郡与那国町（与那国島） |      |          |

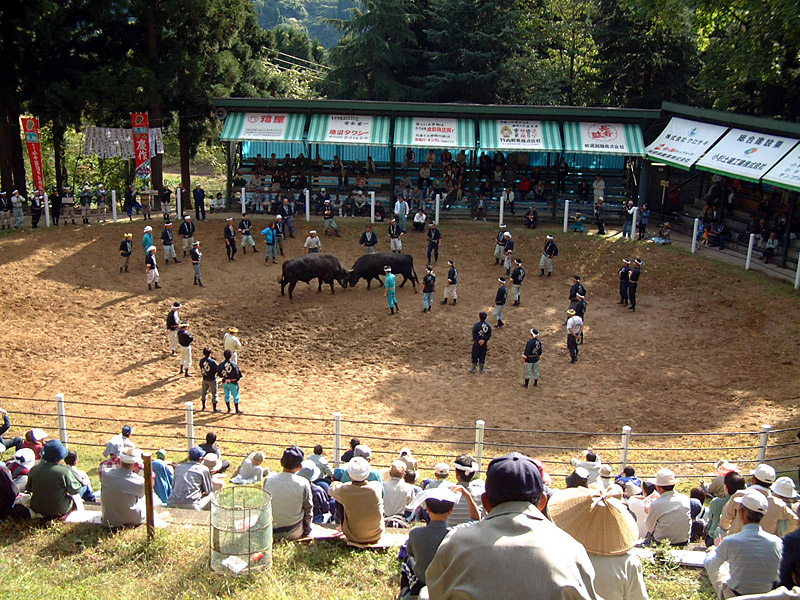
小千谷闘牛場（新潟県小千谷市）
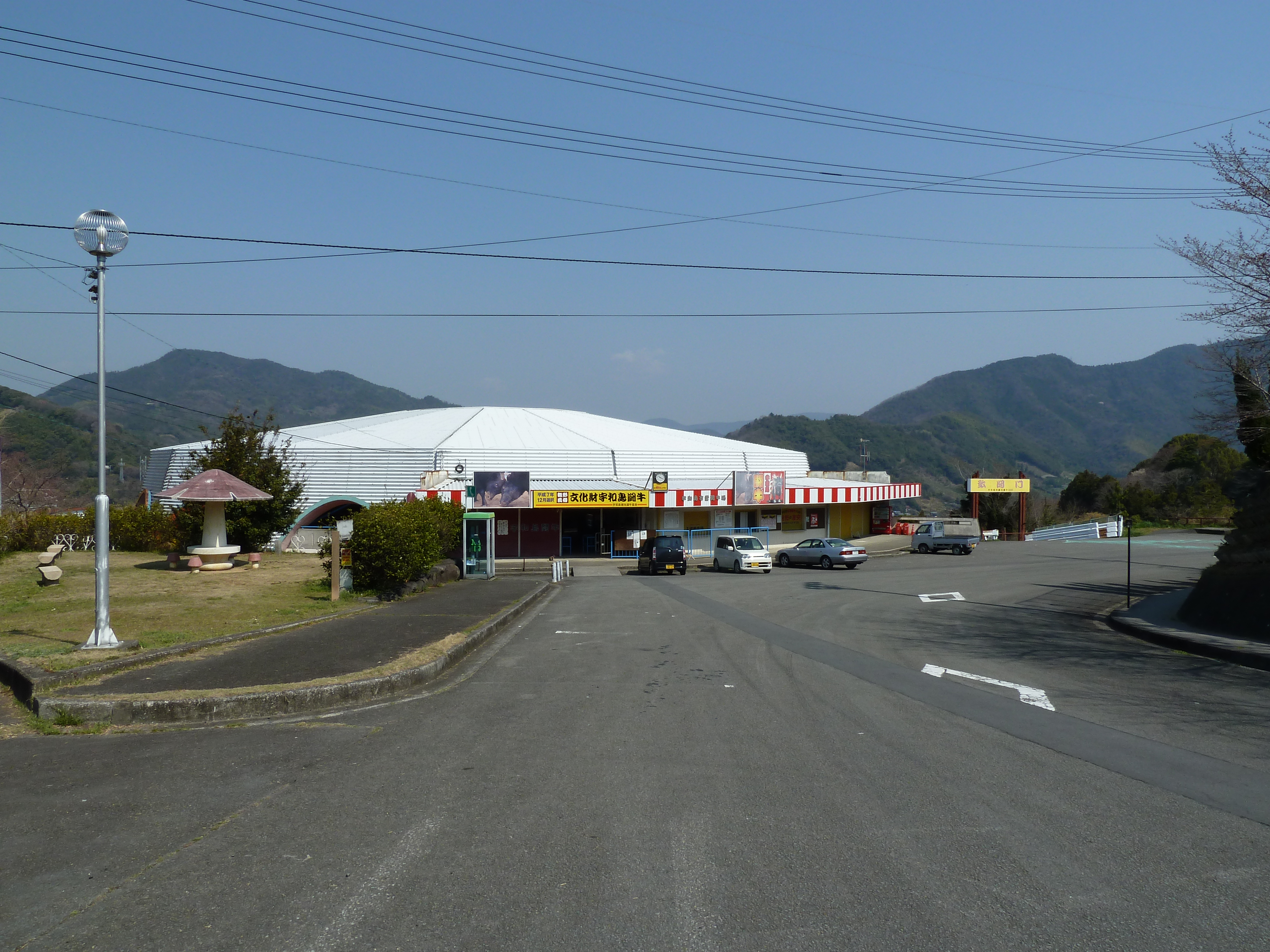
宇和島市営闘牛場（愛媛県宇和島市）
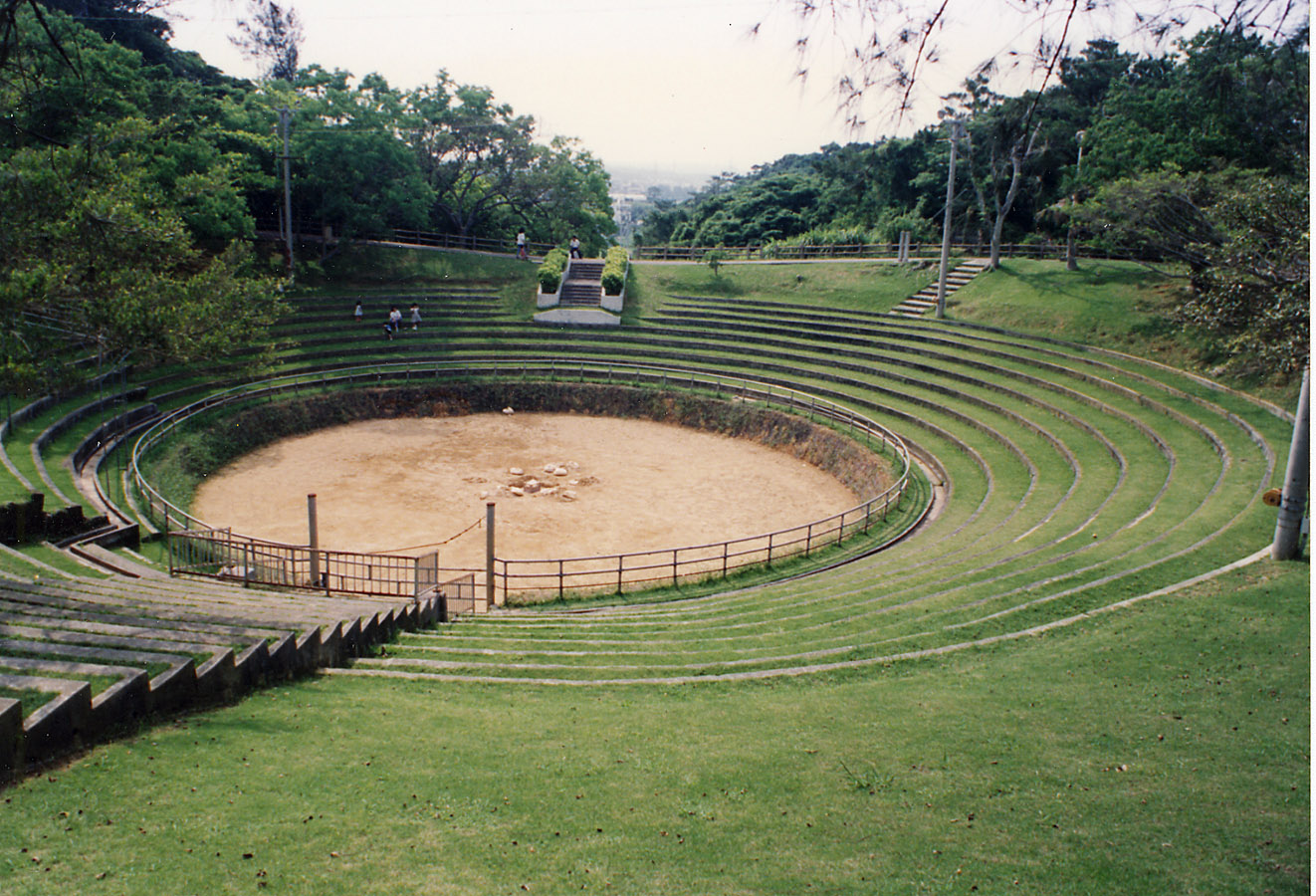
沖縄県内の闘牛場（場所不明）